# Scorodophloeus fischeri
Scorodophloeus fischeri är en ärtväxtart som först beskrevs av Paul Hermann Wilhelm Taubert, och fick sitt nu gällande namn av J.Leonard. Scorodophloeus fischeri ingår i släktet Scorodophloeus och familjen ärtväxter. Inga underarter finns listade i Catalogue of Life.